# Acacia gentlei
Acacia gentlei är en ärtväxtart som beskrevs av Paul Carpenter Standley. Acacia gentlei ingår i släktet akacior, och familjen ärtväxter. Inga underarter finns listade i Catalogue of Life.